# 에른스트 프랭켈
에른스트 프랭켈(Ernst Fraenkel, 1898년 12월 26일~1975년 3월 28일)은 독일의 정치학자이다.

## 생애
1898년 12월 26일 쾰른에서 태어났다. 집안은 유대인이었지만 이전부터 독일 문화에 동화된 상태였다. 제1차 세계 대전 당시 서부전선에서 복무하였는데, 그가 속했던 부대는 1918년 반란을 일으켜 혁명군에 가담하였다. 이후 사회주의 학생 모임에 가입해 프랑크푸르트의 후고 진츠하이머 밑에서 법학을 공부하였다. 1923년 노동법으로 박사학위를 받은 후 여러 사회민주주의 성향의 잡지에 글을 기고하는 동시에, 베를린·라이프치히·카를스루에에서 노동자 교육 운동에 기여하였다. 1926년 금속노조의 법률자문을 맡았으며, 1930년 독일 사회민주당은 프랭켈을 법무장관으로 임명할 지를 고려하였다. 그러나 나치가 정권을 잡게 되자 1938년 미국으로 피난갔다.
1975년 3월 28일 베를린에서 죽었다.

## 참고
- 우디 그린버그 (2018년). 《바이마르의 세기》. 회화나무.